# 岡田駅 (愛媛県)
岡田駅（おかだえき）は、愛媛県伊予郡松前町にある伊予鉄道郡中線の駅である。駅番号はIY29。

## 歴史
- 1910年（明治43年）7月18日：開業。

郡中線開業当初から、当駅と鎌田駅との間の位置に出合駅があったが、当駅開業の直前の1910年（明治43年）7月4日に貨物停車場に変更され、のちに廃止された。出合（であい）とは、重信川とその支流である石手川とが合流する地点という意味である。

## 駅構造
相対式ホーム2面2線を有する地上駅で、有人駅である。列車交換可能駅で日中時間帯に列車が行き違うダイヤとなっている。
貨物を取り扱っていた時代には、3番ホームに引込み線があった。

### のりば
| 番線 | 路線    | 行先             |
| ---- | ------- | ---------------- |
| 1    | ■郡中線 | 余戸・松山市方面 |
| 2    | ■郡中線 | 松前・郡中港方面 |

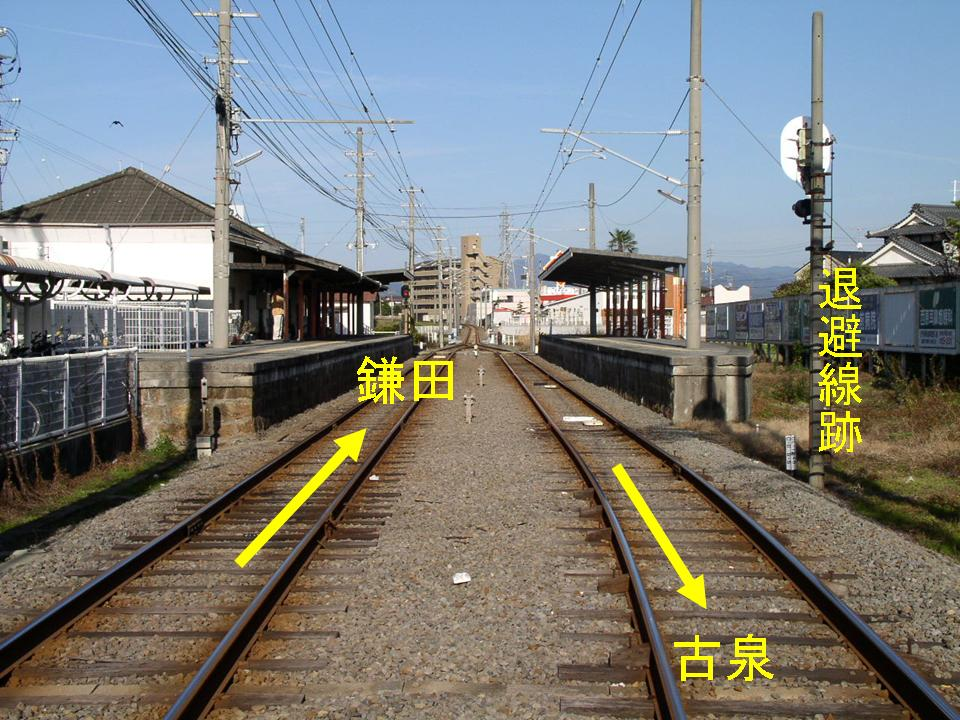
駅構内
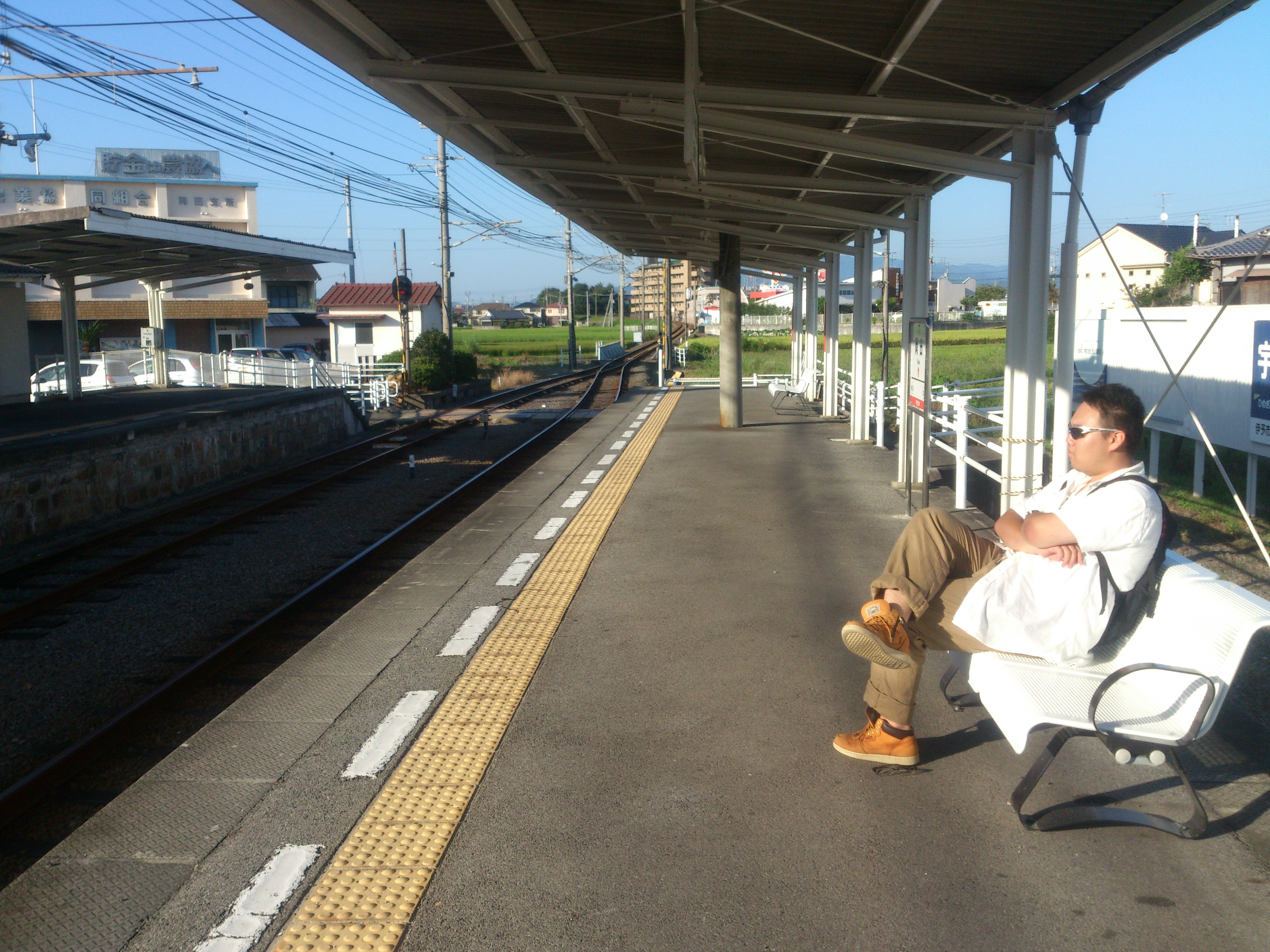
プラットホーム
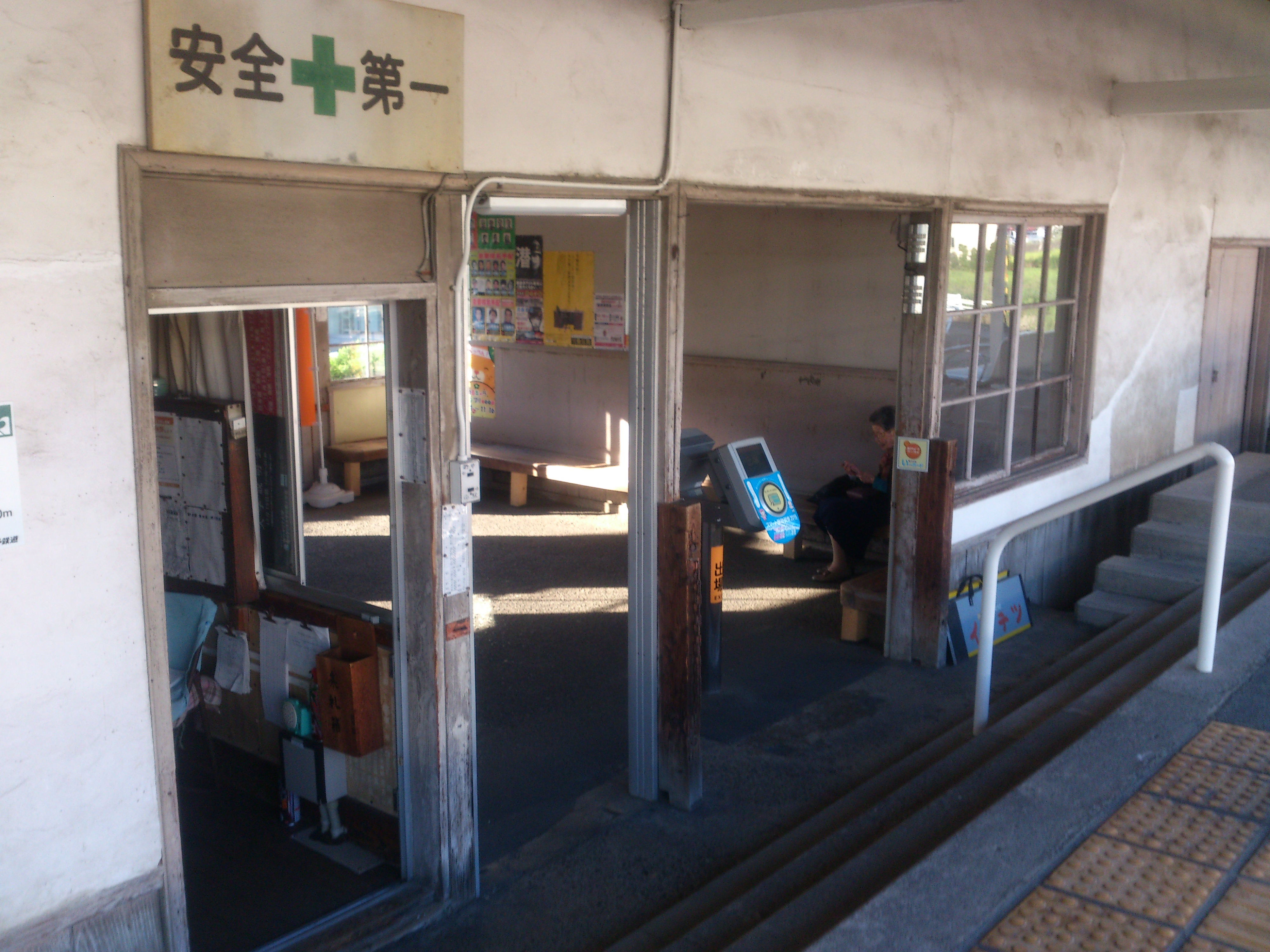
改札口。坊っちゃん列車時代の建築のため、ホームと駅舎に高低差がある
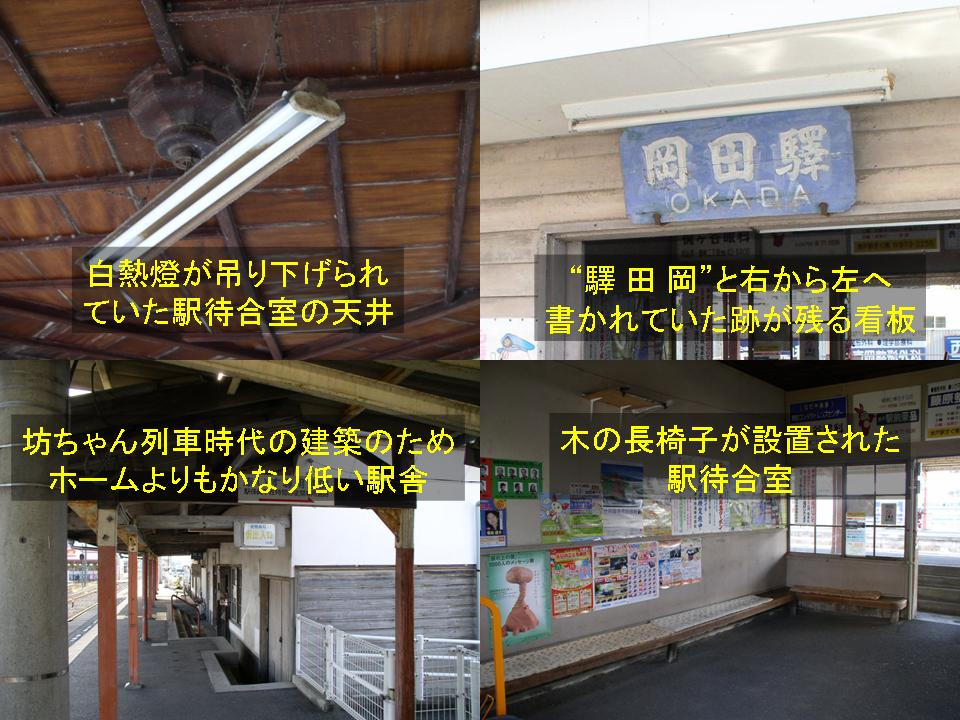
静かに物語る数々の歴史の証

## 利用状況
年度ごとの1日あたり乗降人員は以下の通り。
| 年度   | 乗降人員 |
| ------ | -------- |
| 1980年 | 2,142    |
| 1985年 | 1,639    |
| 1990年 | 1,379    |
| 1995年 | 1,324    |
| 2000年 | 1,016    |
| 2005年 | 1,032    |
| 2008年 | 1,082    |
| 2009年 | 1,092    |
| 2010年 | 1,066    |
| 2011年 | 1,083    |
| 2012年 | 1,112    |
| 2013年 | 1,126    |
| 2014年 | 1,072    |
| 2015年 | 1,059    |
| 2016年 | 1,004    |
| 2017年 | 977      |
| 2018年 | 954      |
| 2019年 | 970      |

## 駅周辺
駅前の通りは県道であるが、道幅は広くない。駅舎の南側には一部上屋付きの駐輪場がある。
駅前には、かつて数軒の商店があったが、多くは廃業しており住宅地である。駅前に松山市農業協同組合支所や伊予鉄バスの「岡田駅前」停留所が（駅からやや離れた国道56号上に「伊予岡田」停留所もある）、踏切を挟んで東南側に松山生協（松山市農協の小売業会社）の店舗がある。北西側には松前町立岡田中学校と岡田郵便局が立地する。
さらに東の国道56号を越えると、小売店、飲食店等が沿道に立地している。国家公務員官舎がさらに東にあり、関係者の駅利用も多い。

## 隣の駅
伊予鉄道
■郡中線
鎌田駅 (IY28) - 岡田駅 (IY29) - 古泉駅 (IY30)